# Jiří Šimánek
Jiří Šimánek (Praga, 11 de octubre de 1995) es un deportista checo que compite en remo.
Ganó dos medallas en el Campeonato Mundial de Remo en Sala, en los años 2023 y 2024.
Participó en dos Juegos Olímpicos de Verano, ocupando el cuarto lugar en Tokio 2020 y el sexto en París 2024, en la prueba de doble scull ligero.

## Palmarés internacional
| Campeonato Mundial | Campeonato Mundial      | Campeonato Mundial | Campeonato Mundial |
| Año                | Lugar                   | Medalla            | Prueba             |
| ------------------ | ----------------------- | ------------------ | ------------------ |
| 2023               | Mississauga (Canadá)    | Medalla de bronce  | Ligero 2000 m      |
| 2024               | Praga (República Checa) | Medalla de plata   | Ligero 2000 m      |